# جون مكنمارا
جون مكنمارا (بالإنجليزية: John McNamara)‏ هو رسام أمريكي، ولد في 1950.